# Benny Wenda
Benny Wenda (Lembah Baliem, Papúa Occidental
, Indonesia, 1975) es un líder tribal de Papúa Occidental. Es conocido por liderar la lucha por la independencia de Nueva Guinea Occidental de Indonesia. También es un defensor de los derechos humanos y de las libertades del pueblo de Papúa Occidental. Ha ejercido como representante de los pueblos de Papúa en el Parlamento británico, el Parlamento europeo y ante Naciones Unidas. 
En 2013 fue nominado para el premio Nobel de la Paz junto al prisionero político de Papúa Occidental Filep Karma, por sus luchas por la paz, la libertad y la justicia en Papúa Occidental. En 2014 fue designado portavoz de la nueva organización llamada Movimiento Unido por la Liberación de Papúa Occidental, que coordina a las tres principales organizaciones políticas en lucha por la independencia de Papúa Occidental.

## Biografía

### Nacimiento e infancia
Benny Wenda nació en Villa Pirámide en el Valle Baliem, en las tierras altas centrales de República de Papúa Occidental. En 1977 ocurrió una rebelión popular del pueblo Lani en respuesta a los actos de violencia perpetrados por el ejército de Indonesia contra la población de Papúa Occidental. El ejército de Indonesia respondió con un bombardeo aéreo de las villas Lani de las tierras altas. Entre los mártires se encontraron múltiples familiares de Wenda. Durante los ataques, los bombardeos y las redadas, una de las piernas de Wenda fue herida severamente llevando a un crecimiento dispar. Entre 1977 y 1983, Benny y su familia, junto a miles de otros residentes de las tierras altas vivieron escondidos en la jungla. Fue señalado como líder por los ancianos de su tribu, y cuando el pueblo Lani se rindió al ejército indonesio, él asistió a una universidad estatal en Jayapua.

### Liderazgo político
Wenda se convirtió en secretario general de "Demmak", que es una asamblea de la tribu Koteka. Demmak fue establecida por los ancianos de las tribus de las tierras altas con el objetivo de trabajar para el reconocimiento y la protección de las tradiciones, valores y creencias de los pueblos tribales de las tierras altas de Papúa Occidental. Esta propugnaba por la independencia de Indonesia, y rechazaba cualquier estatus de autonomía especial o cualquier otro compromiso político ofrecido por el gobierno de Indonesia. Como secretario general de Demmak, Wenda representó al consejo de ancianos. Dicha organización apoyó las negociaciones del PDP con el gobierno de Yakarta por entenderlo legítimo representante de las aspiraciones de los pueblos de Papúa Occidental, entre las cuales se encontraba según ellos la independencia de Indonesia.

### Encarcelamiento
Wenda fue llevado a juicio en 2002 por presunto liderazgo en un acto del movimiento independentista. La demostración se tornó violenta, con las autoridades indonesias alegando que aquellos presentes incendiaron dos tiendas y asesinaron un oficial de policía. Wenda sostuvo que su arresto y los cargos en su contra fueron motivados políticamente, que llegó justo cuando las autoridades estaban tomando medidas drásticas contra los líderes del movimiento independentista. Estas medidas llevaron pocos meses antes al asesinato del líder pro-independencia Theys Eluay. Los reportes de los medios de comunicación declaran que Wenda estaba frente a una sentencia de 25 años de prisión si era encontrado culpable. Supuestamente, también fue sujeto de amenazas de muerte mientras estaba bajo custodia.
Cuando se le realizó el juicio, Wenda escapó de prisión. Con la ayuda de activistas por la independencia de Papúa Occidental cruzó la frontera hacia Papúa Nueva Guinea. Después, se reunió con su esposa María en un campo de refugiados. Fue varios meses después que fue asistido por una ONG europea para viajar al Reino Unido donde se le concedió asilo político.

## Interpol
En 2011, el gobierno indonesio envió a la Interpol un comunicado pidiendo el arresto y la extradición de Wenda. Sin embargo, después de la campaña dirigida por Juicios Justos Internacional, en 2012 la Interpol removió de su lista de buscados a Wenda tras una investigación que concluyó que Wenda recibió sus acusaciones por motivos políticos y un abuso del sistema por el gobierno de Indonesia.
Fue después del anuncio por parte de Interpol del retiro de su base de datos de Wenda que el jefe ejecutivo de Juicios Justos Internacional, Jago Russel, declaró que Interpol debería usarse para pelear contra crímenes serios pero Indonesia ha estado usándolo incorrectamente para atacar a un activista político pacífico. En una entrevista con el periódico Telégrafo Cotidiano, de tirada nacional en el Reino Unido, Wenda declaró que esperaba que la atención pasara ahora hacia la situación de la gente en Papúa Occidental, que continúan sufriendo bajo un régimen que les niega casi todos los derechos básicos que en occidentes se toman por dados.

## Campaña por la liberación de Papúa Occidental

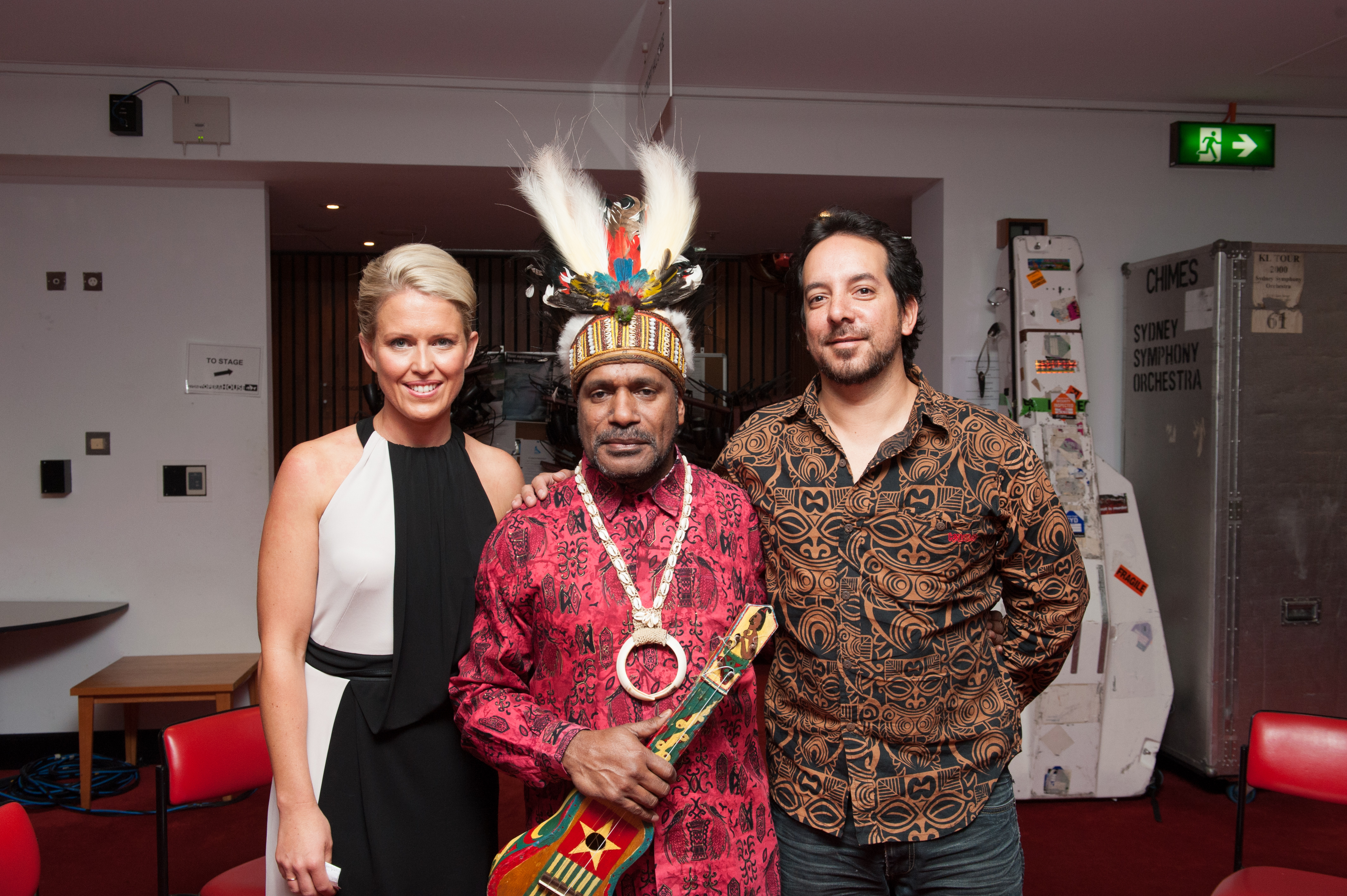
Benny Wenda en 2013

Luego de su llegada al Reino Unido, Benny se convirtió en una fuerte voz de la campaña por la liberación de Papúa Occidental fundada en 2004 por un grupo de activistas pro-papuanos en Oxford. La campaña establecía entre sus objetivos el generar conciencia sobre la situación de los derechos humanos y las aspiraciones de liberación de los pueblos de Papúa Occidental a través de gobiernos afines y el desarrollo del apoyo de la sociedad civil. El movimiento ha crecido hasta incluir grupos permanentes de estudiantes universitarios británicos y grupos regionales, así como oficinas permanentes en Oxford.
En febrero de 2013 Wenda participó de un Tour Liberador en los Estados Unidos, Nueva Zelanda, Australia, Papúa Nueva Guinea y Vanuatu, con el objetivo de generar conciencia acerca del asunto de la autodeterminación. Su discurso a ser llevado a cabo en el parlamento de Nueva Zelanda fue boicoteado y bloqueado. Partidos de la oposición acusaron al gobierno de no querer disgustar al gobierno de Indonesia, un importante socio comercial. Políticos laboristas, verdes y mana dijeron que la decisión fue contra el espíritu parlamentario.
En abril del 2013, Wenda junto a Mohammed Abassi y Andrew Smith abrieron un nuevo centro de operaciones para la campaña por la liberación de Papúa Occidental. Esta apertura provocó una respuesta furiosa por parte del gobierno de Indonesia, donde hasta el embajador británico en Indonesia fue convocado para explicar por qué el Reino Unido había permitido a dicha oficina abrir.
En mayo de 2013, Wenda habló en el Opera House de Sídney como parte de las series de charlas TEDx, ocasionando una ovación de pie enfrente de una audiencia de 2500 personas. Su aparición nuevamente provocó una dura respuesta por parte de las autoridades Indonesias, junto a una queja formal y oficial al gobierno de Australia sólo unas horas después de que Wenda se bajara del escenario.

### Parlamentarios internacionales por Papúa Occidental
Junto al representante laborista Andrew Smith y a Lord Harries, Benny Wenda es un miembro fundador de la organización Parlamentarios Internacionales por Papúa Occidental. Este grupo interparlamentario fue lanzado en la Casa del Parlamento en Londres en octubre de 2008, y fue recibida por distintos parlamentarios británicos así como políticos de Papúa Nueva Guinea, Australia y Vanuatu.
El grupo está desarrollando activamente el apoyo de políticos alrededor del mundo, y de forma general, apunta a conseguir suficiente presión política en las Naciones Unidas para implementar la carta de libre elección. Esto permitiría a los actuales miembros de las comunidades de Papúa Occidental definir acerca del estatus político de su pueblo como ciudadanos o no de Indonesia, así como en 1969. Esto, de igual forma, ha sido resuelto por el Tercer Congreso del Pueblo de Papúa Occidental.